# Trichocolea indica
Trichocolea indica là một loài rêu trong họ Trichocoleaceae. Loài này được Udar & D.K. Singh mô tả khoa học đầu tiên năm 1977.